# カーター・ウィリアムス
カーター・ウィリアムス（Carter Williams、1980年3月30日 - ）は、アメリカ合衆国カリフォルニア州モデスト出身の男性ムエタイ選手、キックボクサー、総合格闘家。TEAM VOODOO U.S.A所属。

## 来歴
2002年7月12日、総合格闘技デビュー戦となったIFCでゲーリー・マーシャルと対戦し、腕ひしぎ十字固めで一本勝ち。
K-1参戦前には、カリフォルニア州オレンジ郡でニコラス・ペタスと対戦している。
2003年5月3日、K-1 WORLD GP 2003 in LAS VEGASでK-1に初参戦。1回戦で優勝候補筆頭だったマイケル・マクドナルドを破ると、準決勝戦で藤本祐介をTKOで破り、さらに決勝戦でベテランのリック・ルーファスをKOで破り、日本で行われるGP開幕戦への切符を手にする。10月11日のGP開幕戦では、レイ・セフォーを相手にやや攻勢に試合を進めるも、2度の下腹部への打撃と肘打ちの反則技によりグランプリ敗退。
2004年3月27日、K-1 WORLD GP 2004 in SAITAMAでアレクセイ・イグナショフと対戦。序盤はイグナショフ相手に互角以上の試合を展開。警戒しながらも前へ前へと出て積極的に打って出るが、2ラウンド目に膝蹴りでKO負けを喫した。
2004年4月30日、K-1 WORLD GP 2004 in LAS VEGASでマイティ・モーと対戦。カーターが2Rまで優勢に試合を進めたが、3Rにモーのパンチの連打を食らってしまい逆転TKO負けを喫してしまう。
2004年8月、K-1 WORLD GP 2004 in LAS VEGASⅡで行われた世界最終予選トーナメントの1回戦ブレクト・ウォリスに3Rにハイキックで逆転ＫＯ負け。2005年4月、K-1 WORLD GP 2005 in LAS VEGASの準決勝グラウベ・フェイトーザにＫＯ負け。2005年8月、ハワイ予選の準決勝ゲーリー・グッドリッジにＫＯ負け。
その後は、ジーン・フィールズヘッドコーチ、チームメイトで兄のように慕うTOKYO HIROらと、110kg以上（2006年現在）の体重を増やしながら、ディフェンステクニックを磨き、スピードはトップクラスを保ち、パンチと蹴りのバランスも保てるように新たなトレーニングを始めた。
2006年4月Ｋ-1ＷＯＲＬＤＧＰ2006inラスベガス、1回戦で藤本に判定勝ち、準決勝でハリッド・ディ・ファウストに判定勝ちしたが負傷箇所の状態が酷く決勝戦を辞退せざるを得なかった。
2006年8月12日にはＫ-1ＷＯＲＬＤＧＰ2006inラスベガス最終予選、1回戦でかつてKO負けを喫したグッドリッジに判定勝ちし、リベンジを果たす。準決勝ステファン・レコにＫＯ負け。
2007年6月22日、Strikeforce初参戦となったStrikeforce: Shamrock vs. Baroniでポール・ブエンテロと対戦し、クリンチアッパーの連打でダウンしパウンドでTKO負け。試合後の薬物検査でコカインの陽性反応が検出されたため、カリフォルニア州アスレチック・コミッションから6か月間の出場停止処分と1,000ドルの罰金が科された。
2012年5月26日、ゴールデン・グローリー主催の格闘技イベント「GLORY」に出場。グーカン・サキと対戦した。しかし、試合開始後ほど無くしてサキの前蹴りがウィリアムスの股間に当たってしまい、悶絶。若干のインターバルの後に試合が再開されたが、その途端に左フックをテンプルに喰らいKO負け。あっけない幕切れとなってしまった。

## 戦績

### キックボクシング
| キックボクシング 戦績 | キックボクシング 戦績 | キックボクシング 戦績 | キックボクシング 戦績 | キックボクシング 戦績 | キックボクシング 戦績 | キックボクシング 戦績 |
| --------------------- | --------------------- | --------------------- | --------------------- | --------------------- | --------------------- | --------------------- |
| 56 試合               | (T)KO                 | 判定                  | その他                | 引き分け              | 無効試合              |                       |
| 40 勝                 | 25                    |                       |                       | 0                     | 1                     |                       |
| 15 敗                 |                       |                       |                       | 0                     | 1                     |                       |

| 勝敗 | 対戦相手                   | 試合結果                               | 大会名                                                                       | 開催年月日     |
| ×    | グーカン・サキ             | 1R 1:56 KO（左フック）                 | GLORY WORLD SERIES FIRST 16                                                  | 2012年5月26日  |
| ×    | ラウル・カティナス         | 1R 1:58 KO（パンチ）                   | K-1 WORLD GP 2010 IN BUCHAREST -EAST EUROPE GP-                              | 2010年5月21日  |
| ×    | アライン・ンガラニ         | TKO                                    | Planet Battle V                                                              | 2010年3月26日  |
| ×    | ステファン"ブリッツ"レコ   | 1R 2:40 KO（右バックキック）           | K-1 WORLD GP 2006 in LAS VEGAS II 【世界最終予選 準決勝】                    | 2006年8月12日  |
| ○    | ゲーリー・グッドリッジ     | 3R終了 判定3-0                         | K-1 WORLD GP 2006 in LAS VEGAS II 【世界最終予選 1回戦】                     | 2006年8月12日  |
| ○    | ハリッド"ディ・ファウスト" | 3R終了 判定2-1                         | K-1 WORLD GP 2006 in LAS VEGAS 【USA GP 準決勝】                             | 2006年4月29日  |
| ×    | ゲーリー・ターナー         | 判定                                   | Gracie Fighting Championships Team Gracie vs. Team Hammer House【K-1ルール】 | 2006年3月3日   |
| ○    | 藤本祐介                   | 3R終了 判定3-0                         | K-1 WORLD GP 2006 in LAS VEGAS 【USA GP 1回戦】                              | 2006年4月29日  |
| ×    | ゲーリー・グッドリッジ     | 1R 1:15 KO（右フック）                 | K-1 WORLD GP 2005 in HAWAII 【HAWAII GP 準決勝】                             | 2005年7月29日  |
| ○    | ノブ・ハヤシ               | 3R終了 判定3-0                         | K-1 WORLD GP 2005 in HAWAII 【HAWAII GP 1回戦】                              | 2005年7月29日  |
| ×    | グラウベ・フェイトーザ     | 2R 2:56 TKO（2ノックダウン：右膝蹴り） | K-1 WORLD GP 2005 in LAS VEGAS 【USA GP 準決勝】                             | 2005年4月30日  |
| －   | 藤本祐介                   | ノーコンテスト                         | K-1 WORLD GP 2005 in LAS VEGAS 【USA GP 1回戦】                              | 2005年4月30日  |
| ×    | ピーター・アーツ           | 延長R終了 判定0-3                      | K-1 WORLD GP 2005 in SEOUL                                                   | 2005年3月19日  |
| ×    | ブレクト・ウォリス         | 3R 0:55 KO（左ハイキック）             | K-1 WORLD GP 2004 in LAS VEGAS II 【世界最終予選 1回戦】                     | 2004年8月7日   |
| ○    | ピーター・ボンドラチェック | 2R 1:57 TKO（パンチ連打）              | K-1 WORLD GP 2004 in NAGOYA                                                  | 2004年6月6日   |
| ×    | マイティ・モー             | 3R 1:52 TKO（右フック）                | K-1 WORLD GP 2004 in LAS VEGAS 【世界地区予選A 1回戦】                       | 2004年4月30日  |
| ×    | アレクセイ・イグナショフ   | 2R 2:42 KO（左膝蹴り）                 | K-1 WORLD GP 2004 in SAITAMA                                                 | 2004年3月27日  |
| ○    | ビヨン・ブレギー           | 2R 2:50 KO（パンチ連打）               | K-1 WORLD GP 2003 決勝戦 【リザーブファイト】                                | 2003年12月6日  |
| ×    | レイ・セフォー             | 2R 1:54 判定0-2                        | K-1 WORLD GP 2003 開幕戦 ALL STARS 【1回戦】                                 | 2003年10月11日 |
| ○    | デューウィー・クーパー     | 3R終了 判定3-0                         | K-1 WORLD GP 2003 in LAS VEGAS II                                            | 2003年8月15日  |
| ○    | トーマス・クチャゼウスキー | KO                                     | 【決勝】                                                                     | 2003年6月28日  |
| ○    | ジェフ・フォード           | 2R TKO                                 | 【準決勝】                                                                   | 2003年6月28日  |
| ○    | ケリー・レオ               | 2R TKO                                 | 【1回戦】                                                                    | 2003年6月28日  |
| ○    | リック・ルーファス         | 1R 2:24 KO（右フック）                 | K-1 WORLD GP 2003 in LAS VEGAS 【アメリカ大陸地域予選トーナメント 決勝】     | 2003年5月3日   |
| ○    | 藤本祐介                   | 2R 2:26 TKO（2ノックダウン：右フック） | K-1 WORLD GP 2003 in LAS VEGAS 【アメリカ大陸地域予選トーナメント 準決勝】   | 2003年5月3日   |
| ○    | マイケル・マクドナルド     | 3R終了 判定2-1                         | K-1 WORLD GP 2003 in LAS VEGAS 【アメリカ大陸地域予選トーナメント 1回戦】    | 2003年5月3日   |
| ○    | ジェフ・フォード           | 判定                                   | 【決勝】                                                                     | 2002年7月27日  |
| ○    | Ramaz Kikalishvilli        | 2R KO                                  | 【準決勝】                                                                   | 2002年7月27日  |
| ○    | Manuel Quesada             | 2R 1:36 TKO                            | K-1 USA Grand Prix 2002 【決勝】                                             | 2002年5月3日   |
| ×    | ギセップ・デナテイル       | 2R TKO                                 | K-1 North American GP 2002 【準決勝】                                        | 2002年2月9日   |
| ○    | ダン・ルーカス             | 1R 1:36 TKO                            | K-1 North American GP 2002 【1回戦】                                         | 2002年2月9日   |

### 総合格闘技
| 総合格闘技 戦績 | 総合格闘技 戦績 | 総合格闘技 戦績 | 総合格闘技 戦績 | 総合格闘技 戦績 | 総合格闘技 戦績 | 総合格闘技 戦績 |
| --------------- | --------------- | --------------- | --------------- | --------------- | --------------- | --------------- |
| 7 試合          | (T)KO           | 一本            | 判定            | その他          | 引き分け        | 無効試合        |
| 4 勝            | 2               | 2               | 0               | 0               | 0               | 0               |
| 3 敗            | 3               | 0               | 0               | 0               | 0               | 0               |

| 勝敗 | 対戦相手               | 試合結果                         | 大会名                            | 開催年月日     |
| ○    | ルーベン・ビシャレアル | 1R 0:13 TKO（パンチ連打）        | Twilight Fight Night: Numero Uno  | 2011年9月10日  |
| ×    | ピーター・グラハム     | 1R 4:10 TKO（パンチ連打）        | Xtreme MMA 2: ANZ vs. USA         | 2010年7月31日  |
| ×    | ポール・ブエンテロ     | 2R 0:10 TKO（パウンド）          | Strikeforce: Shamrock vs. Baroni  | 2007年6月22日  |
| ○    | トム・ハワード         | 1R 2:16 TKO（パウンド）          | Rumble on the Rock 6              | 2004年11月20日 |
| ×    | ジェイミー・ジャラ     | 1R 0:23 TKO（パンチ連打）        | Gladiator Challenge 13 【準決勝】 | 2003年2月9日   |
| ○    | ダン・クイン           | 1R 6:30 ギブアップ（パンチ連打） | Gladiator Challenge 13 【1回戦】  | 2003年2月9日   |
| ○    | ゲーリー・マーシャル   | 1R 4:46 腕ひしぎ十字固め         | IFC Warriors Challenge 17         | 2002年7月12日  |

## 獲得タイトル
- K-1 WORLD GP 2003 in LAS VEGAS 優勝（2003年）
- Tales of Painヘビー級トーナメント 優勝（2003年）